# 長野運動公園

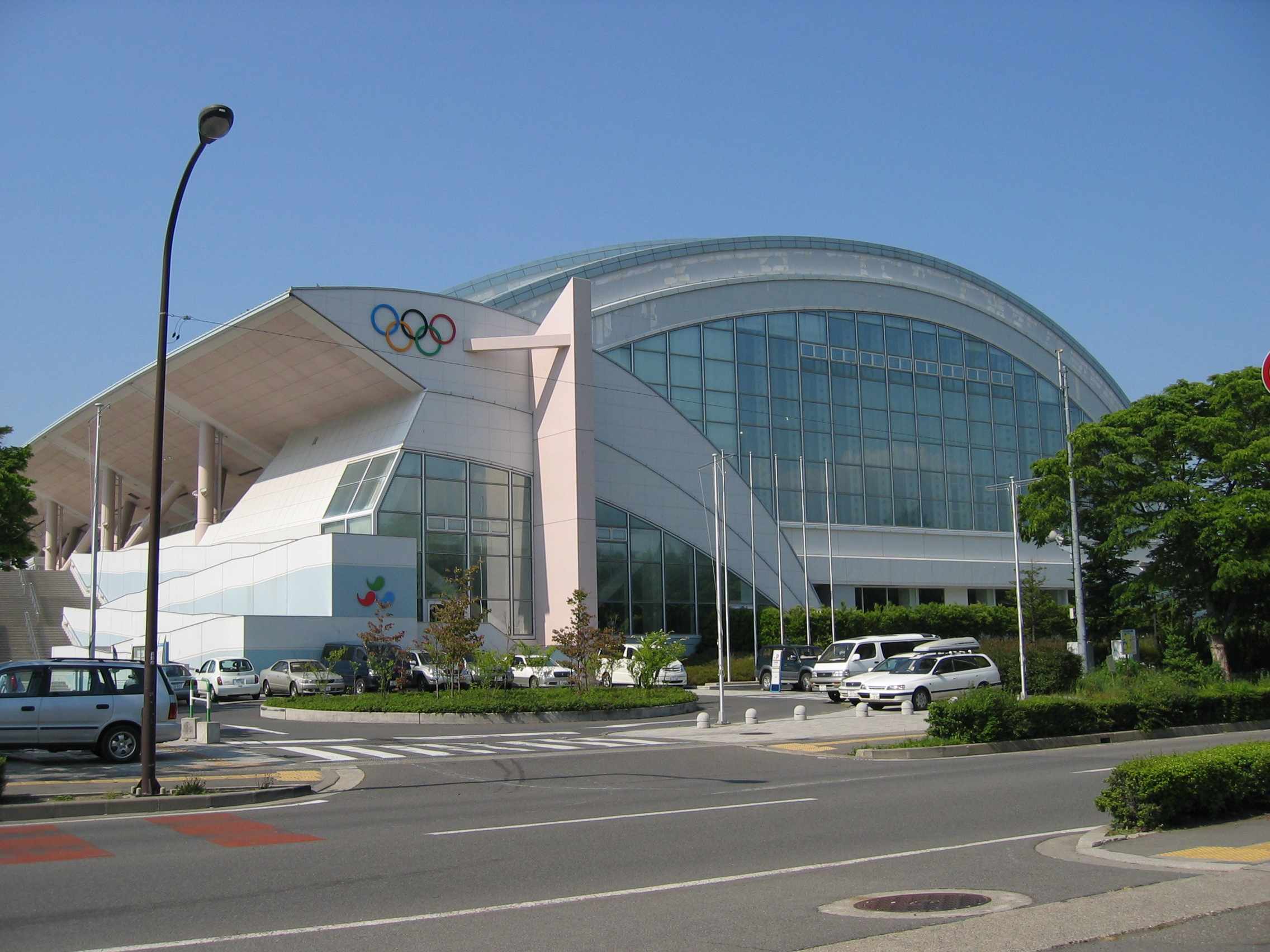
総合市民プール（アクアウィング）

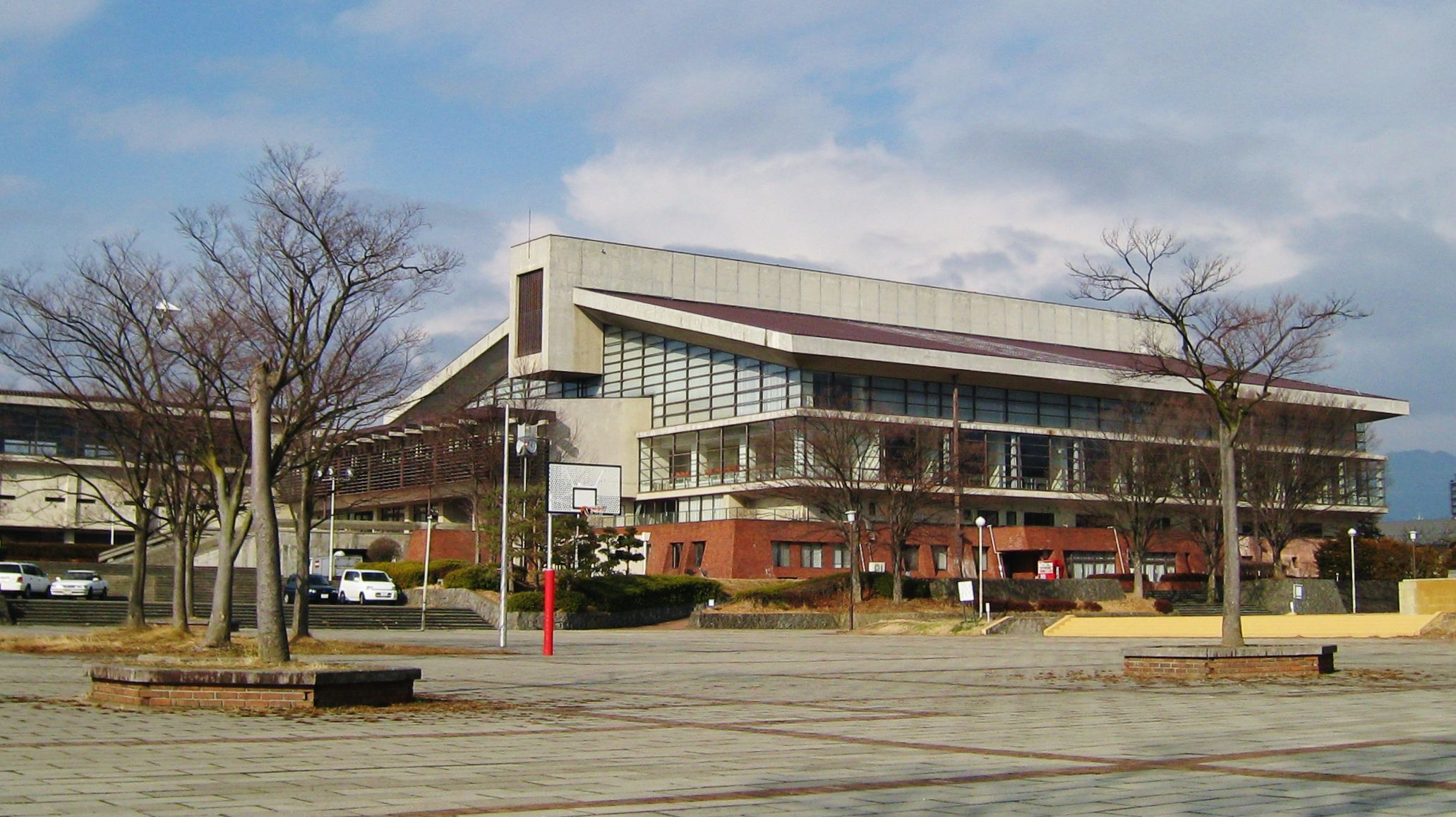
総合体育館

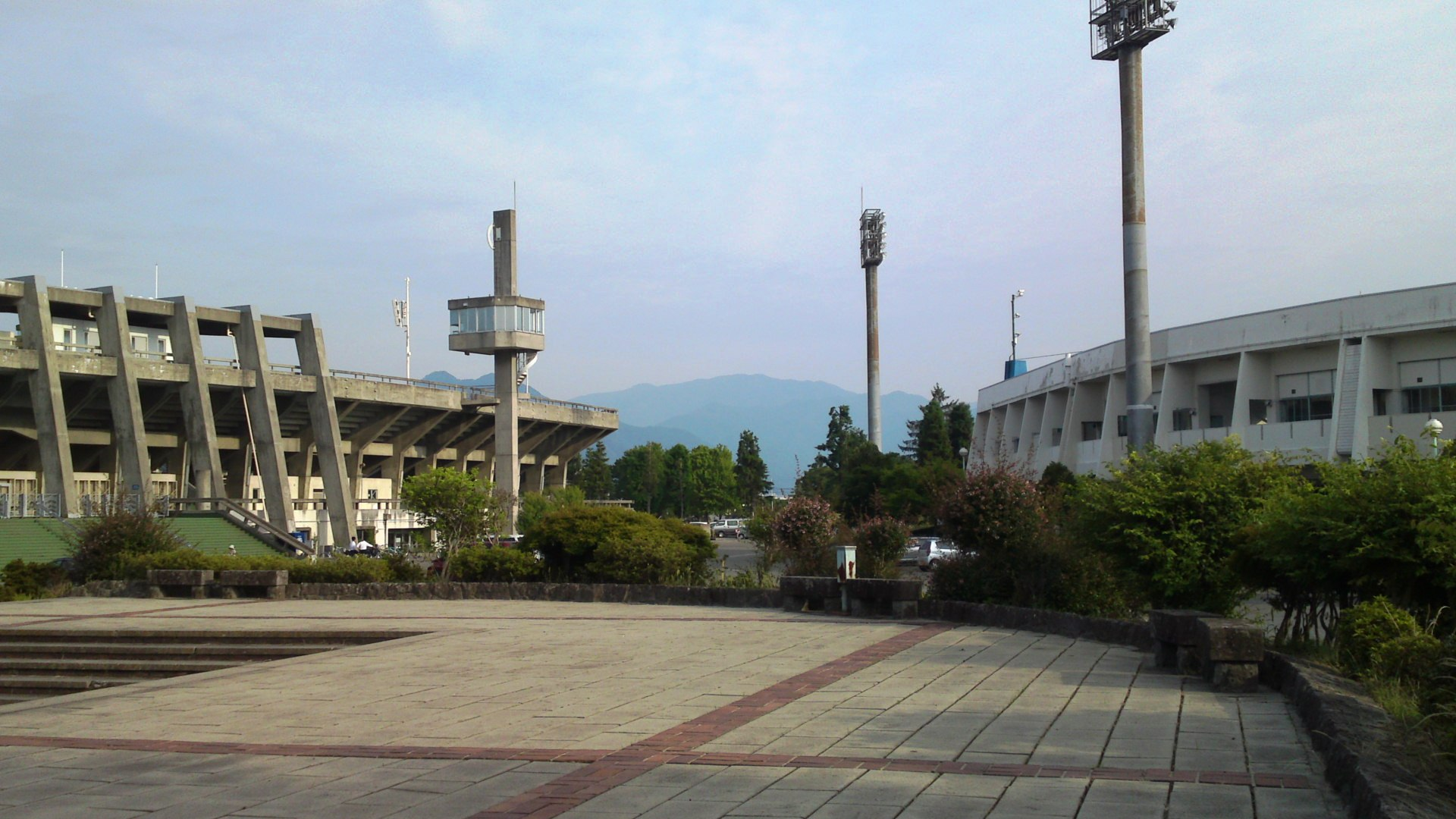
陸上競技場（左）と野球場（右）

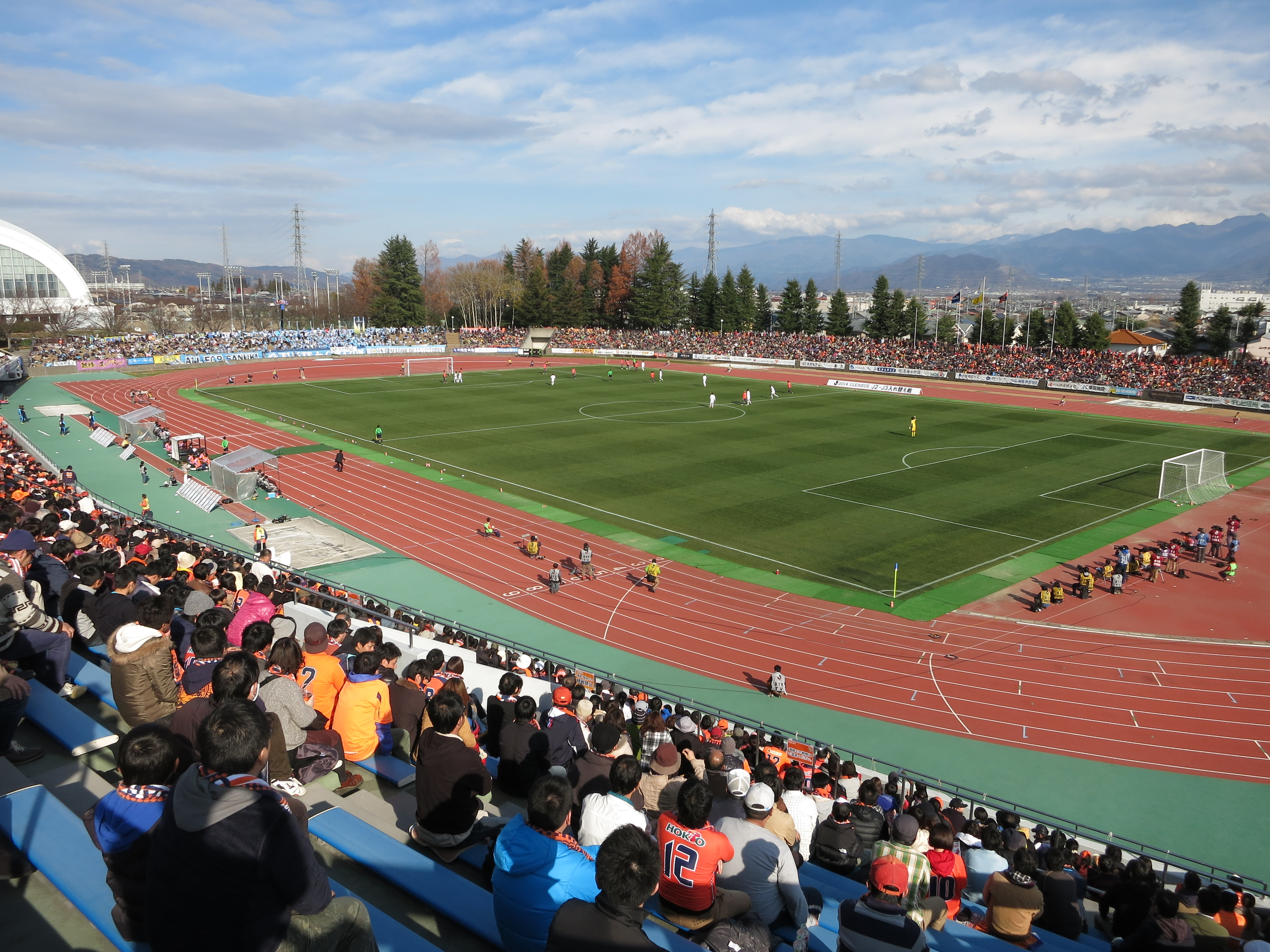
陸上競技場内

長野運動公園（ながのうんどうこうえん）は、長野県長野市吉田五丁目にある都市公園（運動公園）である。

## 概要
施設は、長野県と長野市がそれぞれ所有しており、一体で利用されている。敷地は大字東和田・大字石渡にもまたがっており、所在地から東和田運動公園と呼ばれることもある。
第33回国民体育大会（やまびこ国体）・長野オリンピック・長野パラリンピックの会場になった。

## 沿革
- 1966年（昭和41年）5月1日 - 開園。長野県営野球場が完成。
- 1975年（昭和50年）6月15日 - 長野運動公園総合プールが完成。
- 1976年（昭和51年）4月24日 - 長野市営陸上競技場が完成。
- 1977年（昭和52年）8月6日 - テニスコートが完成。
- 1978年（昭和53年）
  - 8月26日 - 長野運動公園総合体育館が完成。
  - 10月15日〜10月20日 - 第33回国民体育大会（やまびこ国体）開催。長野運動公園も競技会場となる。
- 1997年（平成9年）9月30日 - 長野オリンピックアイスホッケーB会場（アクアウィング）が完成。
- 1998年（平成10年）
  - 2月7日〜2月22日 - 長野オリンピック開催。アクアウィングでアイスホッケー競技が行なわれる。
  - 3月5日〜3月14日 - 長野パラリンピック開催。アクアウィングでアイススレッジホッケー競技が行なわれる。
- 1999年（平成11年）5月16日 - アクアウィングを改装し、長野運動公園総合運動場総合市民プールとして開場。
- 2006年（平成18年）4月1日 - シンコースポーツが指定管理者となる。

## 施設
公園中央部を都市計画道路東部幹線（運動公園通り）が横切っている。1975年（昭和50年）から長らくは園内で行き止まりとなる道路であったが、2007年（平成19年）に東方へ延伸されたため、通過車両が大変多くなっている。
- 長野運動公園総合運動場
  - 総合市民プール（アクアウィング）
  - 総合体育館
  - 陸上競技場（長野市営陸上競技場）
  - 補助競技場（サブトラック）
  - 弓道場
  - テニスコート（東和田テニスコート）
  - 運動広場
    - ゲートボール場
- 中央広場
- 徒歩池
- いこいの森
- 長野県営野球場
- 長野市西和田テニスコート
- 芝生広場
- 子供広場
- マレットゴルフ場

## 交通
- 長野電鉄長野線 朝陽駅から徒歩で約15分。
- しなの鉄道北しなの線 北長野駅から徒歩で約20分。
- JR・長野電鉄長野線 長野駅から長電バス：7系統に乗車、「運動公園」停留所または「運動公園東」停留所下車。